# Giselle Roberts
Giselle Roberts (n. 27 de julio de 1991) es una actriz estadounidense. 

## Vida y carrera
Giselle Lynn Roberts nació en Chicago, Illinois. Hizo su debut cinematográfico en la película Picture This protagonizada por Ashley Tisdale, en la que interpreta a Rebecca, una chica algo rara solamente porque no le gusta el chico guapo de la escuela.Roberts apareció en películas tales como Picture This, The First Time y The Canyons

## Filmografía
| Año  | Serie          | personaje         | Notas 2014-presente Samantha & Gretchen Alexis Pine Coprotagonista Serie de 92TV |
| ---- | -------------- | ----------------- | -------------------------------------------------------------------------------- |
| 2013 | The Canyons    | Riley             | Coprotagonista, película                                                         |
| 2012 | The First Time | Sin especificar   | papel menor, película                                                            |
| 2010 | Teenagers      | Mercedes Hamilton | 1 episodio, serie de TV                                                          |
| 2008 | 'Picture This  | Rebecca           | personaje recurrente, Película de ABC Family                                     |